# Канопус
Кано́пус (α Car / α Carinae / Альфа Киля) — звезда южного полушария неба, ярчайшая в созвездии Киля и вторая по яркости (после Сириуса и не считая Солнца) звезда на небе с видимым блеском −0,72m.

## Астрономические данные
Канопус — желтовато-белая звезда-сверхгигант. Она видима в южном полушарии, имеет склонение −52°42′ (2000) и прямое восхождение 06h24.0m.
Канопус, по данным астрометрического спутника «Hipparcos», удалена на 310 световых лет (96 парсек, или 2,96 квадриллиона километров) от нашей Солнечной Системы (основываясь на измерениях параллакса 10,43 ± 0,53 тысячных угловой секунды).
Масса Канопуса оценивается примерно в 8—9 солнечных, а радиус превышает солнечный в 65 раз.
До получения данных со спутника Hipparcos оценки расстояния до звезды варьировались очень широко: от 96 до 1200 световых лет. Если последняя оценка была бы корректной, то Канопус был бы одной из наиболее ярких звёзд нашей Галактики. По современным данным, расстояние до Канопуса оценивается в 310 световых лет.
Светимость Канопуса составляет около 14 тысяч солнечных. Канопус обладает наибольшей светимостью среди всех звёзд в радиусе 700 световых лет от Солнца.
Для сравнения, Сириус всего лишь в 22 раза ярче, чем наше Солнце, но он намного ближе к нам, чем Канопус. Для многих звёзд среди ближайших соседей Солнца Канопус является самой яркой звездой на их небосклоне.

## Условия наблюдения
Канопус имеет южное склонение почти в 53 градуса, и поэтому виден он в Северном полушарии только к югу от 37 градусов северной широты. Город, к югу от которого виден Канопус, — Афины. В Северном полушарии Канопус можно наблюдать в Египте, Индии, на юге США, в Мексике. С территории России не виден, а с бывшей территории СССР, согласно известному популяризатору астрономии Феликсу Зигелю, Канопус виден только на юге Туркменистана (в районе Кушки), низко над горизонтом. В Северном полушарии виден в низких широтах зимой, в Южном полушарии Канопус к югу от 37 градусов южной широты линию горизонта не пересекает и всегда находится на небе. К примеру, незаходящим Канопус является на юге Австралии, Чили и Аргентины, в Новой Зеландии и Антарктиде.
Канопус находится в 30 градусах к югу от Мирцама (β Большого Пса), и Сириуса, к югу от Кормы и к западу от Парусов. В свою очередь, к югу от Канопуса находится созвездие Золотой Рыбы и Большое Магелланово Облако.

## Роль в навигации
Юго-восточная стена Каабы в Мекке ориентирована на точку восхождения Канопуса, и названа по его арабскому названию Джануб. Бедуины пустыни Негев и Синайского полуострова знали Канопус под именем Сухайль, и использовали его вместе с Полярной звездой, как две главные звезды для навигации ночью.
Южный полюс мира легко найти с помощью Канопуса и другой яркой звезды, Ахернар, так как три этих точки на небе образуют правильный треугольник. Канопус, также, находится на воображаемой линии между Сириусом и южным полюсом мира.
Яркость и положение Канопуса вне эклиптики делают его удобным для космической навигации. Звёздные датчики для построения ориентации многих космических аппаратов нацелены, помимо Солнца, на Канопус; впервые в этом качестве Канопус был использован в 1964 году.

## Происхождение названия
Существует несколько версий происхождения названия Канопус.
- Греческая мифологическая версия. Звезда названа именем кормчего царя Спарты Менелая.
- Египетская версия. Выражение Kahi Nub означает «золотая земля», что, вероятно, связано с особенностями наблюдения Канопуса: вследствие большого южного склонения звезда может наблюдаться только низко над горизонтом и часто окрашивается приземными слоями атмосферы в красный цвет.

Звезда также имеет исторические названия Сухейль, Агастья, Альсахл, Пандрозус, Вазн, Террестрис, Проклос, Губернакулум, Птолемеон.

## В культуре
- В классическом советском фильме-сказке «Волшебная лампа Аладдина» (1966) магрибский колдун обращается к звезде Сухаин (Канопус), чтобы та помогла ему найти Аладдина.
- Арракис, ключевая планета во Вселенной Дюны Фрэнка Герберта, является третьей планетой системы Канопус.
- Троон — на этой планете, вращающейся вокруг Канопуса, в произведении Эдмонда Гамильтона «Звёздные короли» находится столица Средне-Галактической Империи людей.